# 佐田彦四郎
佐田 彦四郎（さだ ひこしろう、生没年不詳）は、安土桃山時代の忍者。

## 来歴
毛利氏の家臣杉原盛重に、弟甚五郎、末弟子鼠とともに仕える。その腕前は「狐狸の変化」と称されるほどであった。
1578年、織田信長の部将である羽柴秀吉（豊臣秀吉）が毛利方の播磨国上月城を攻撃した際、弟らと200人の下忍を率いて羽柴軍を撹乱した。

## 逸話
彦四郎が夜中にとある家に刀を盗みに入ったが、眠る家人の枕元に刀があった。彦四郎は刀から人を遠ざけるため、家人の顔に水滴を垂らす。彼が雨漏りと勘違いし、驚いて家を飛び出した隙を見て目的を果たした。